# 한스빌헬름 뮐러볼파르트
한스빌헬름 뮐러볼파르트(독일어: Hans-Wilhelm Müller-Wohlfahrt, 독일어 발음: [ˌhansˈvɪlhɛlm ˌmʏlɐˈvoːlfaːɐ̯t]; 1942년 8월 12일~)는 독일의 의사이다.

## 경력
독일 축구 국가대표팀 주치의(1995-2018)와 바이에른 뮌헨의 구단 주치의(1977-2015, 2017-2020)로 활동했다.
그는 당시 바이에른 뮌헨의 감독이던 펩 과르디올라 감독 재임 기간 동안 UEFA 챔피언스리그 경기에서 FC 포르투에게 3-1로 패한 것에 대해 펩 과르디올라가 그와 그의 의료진의 책임을 물으며 비난하자 사임했지만, 유프 하인케스가 구단의 새 감독으로 임명되자 구단에 다시 합류했다.

## 저서
- Mensch, beweg dich!, Zabert Sandmann, ISBN 978-3-423-34093-9
- So schützen Sie Ihre Gesundheit, Zabert Sandmann, ISBN 3-932023-52-8
- So gewinnen Sie mehr Lebenskraft, Zabert Sandmann, ISBN 3-89883-037-3
- Verletzt, was tun?, with Hans-Jürgen Montag, ISBN 3-9806973-1-2
- Besser trainieren!, Zabert Sandmann, ISBN 978-3-89883-170-3